# Braula
Braula Nitzsch, 1818, è un genere di insetti dell'ordine dei Ditteri (Brachycera: Cyclorrhapha: Acalyptratae), appartenente, insieme al genere Megabraula, alla famiglia dei Braulidae.

## Importanza
Come nella generalità della famiglia, Braula comprende specie associate alle api da un particolare rapporto di commensalismo, denominato cleptoparassitismo: gli adulti vivono sul dorso delle operaie o della regina e all'occorrenza si spostano presso l'apparato boccale per nutrirsi a spese del miele o della pappa reale rigurgitata dall'ospite.
Le larve si sviluppano all'interno di gallerie scavate negli opercoli delle celle del miele e si nutrono a spese di cera e altre sostanze incluse (miele, detriti organici).

## Caratteri differenziali e distribuzione
La morfologia è quella tipica della generalità dei Braulidae: si tratta di ditteri secondariamente atteri, privi di occhi, con struttura toracica semplificata e zampe dai tarsi modificati, appiattiti e con unghie trasformate in pettini.
Rispetto a Megabraula, le specie del genere Braula presentano i seguenti caratteri differenziali:
- corpo di dimensioni mediamente inferiori, non più lungo di 1,7 mm;
- arista delle antenne composta da un breve e robusto articolo;
- pettini dei tarsi composti da un minor numero di denti (22-32)
- addome con scleriti ben sviluppati.

La morfologia dell'addome, insieme alle minori dimensioni, è il carattere differenziale più evidente. Nei primi sei segmenti addominali sono presenti, oltre al tergite e allo sternite, due scleriti laterali simmetrici, detti laterotergiti, che si estendono in parte anche sulla faccia ventrale. I laterotergiti sono ben sviluppati e sclerificati in Braula, contrariamente a Megabraula, in cui sono ridotti e meno robusti. Gli sterniti, pur essendo ridotti, sono presenti (assenti in Megabraula) e, infine, si ha la fusione del primo tergite con il secondo e del primo sternite con il secondo.
La distribuzione, infine, è virtualmente cosmopolita, a differenza di Megabraula, le cui specie sarebbero presenti esclusivamente nel Nepal.

## Sistematica
La specie più rappresentativa è Braula coeca, ma nel genere sono comprese diverse specie, più o meno diffuse, la cui morfologia è sostanzialmente simile a quella di B. coeca. Alcune di esse sono state sinonimizzate o ridotte a sottospecie di B. coeca, oppure, come nel caso di alcune Braula classificate negli anni trenta da Örösi Pál, non offrono una sufficiente attendibilità a causa della perdita degli esemplari usati come olotipi. Allo stato attuale sono riconosciute come valide cinque specie:
- Braula coeca Nitzsch, 1818
- Braula kohli Schmitz, 1914
- Braula orientalis Örösi Pál, 1963
- Braula pretoriensis Örösi Pál, 1938
- Braula schmitzi Örösi Pál, 1939